# کاپیسترانو
کاپیسترانو (به ایتالیایی: Capistrano) یک کومونه در ایتالیا است که در استان ویبو والنتیا واقع شده‌است.

## خصوصیات
کاپیسترانو ۲۱٫۰ کیلومترمربع مساحت و ۱٬۱۴۷ نفر جمعیت دارد و ۳۵۲ متر بالاتر از سطح دریا واقع شده‌است.